# Ronald Ngala
Ronald Gideon Ngala (ur. 1923, zm. 1972) był kenijskim politykiem z ludu Giriama.
Pracował jako nauczyciel. W 1960 został przewodniczącym KADU - Afrykańskiego Zjednoczonego Kongresu Kenii. Cztery lata później połączył KADU z rządzącym Afrykańskim Narodowym Związkiem Kenii (KANU). Od 1962 do 1963 oraz wchodził w skład rządu autonomicznego. Po raz kolejny zaczął piastowac stanowiska ministerialne od 1966 aż do swej śmierci w wypadku samochodowym.